# Иоганн и Венделин фон Шпейер

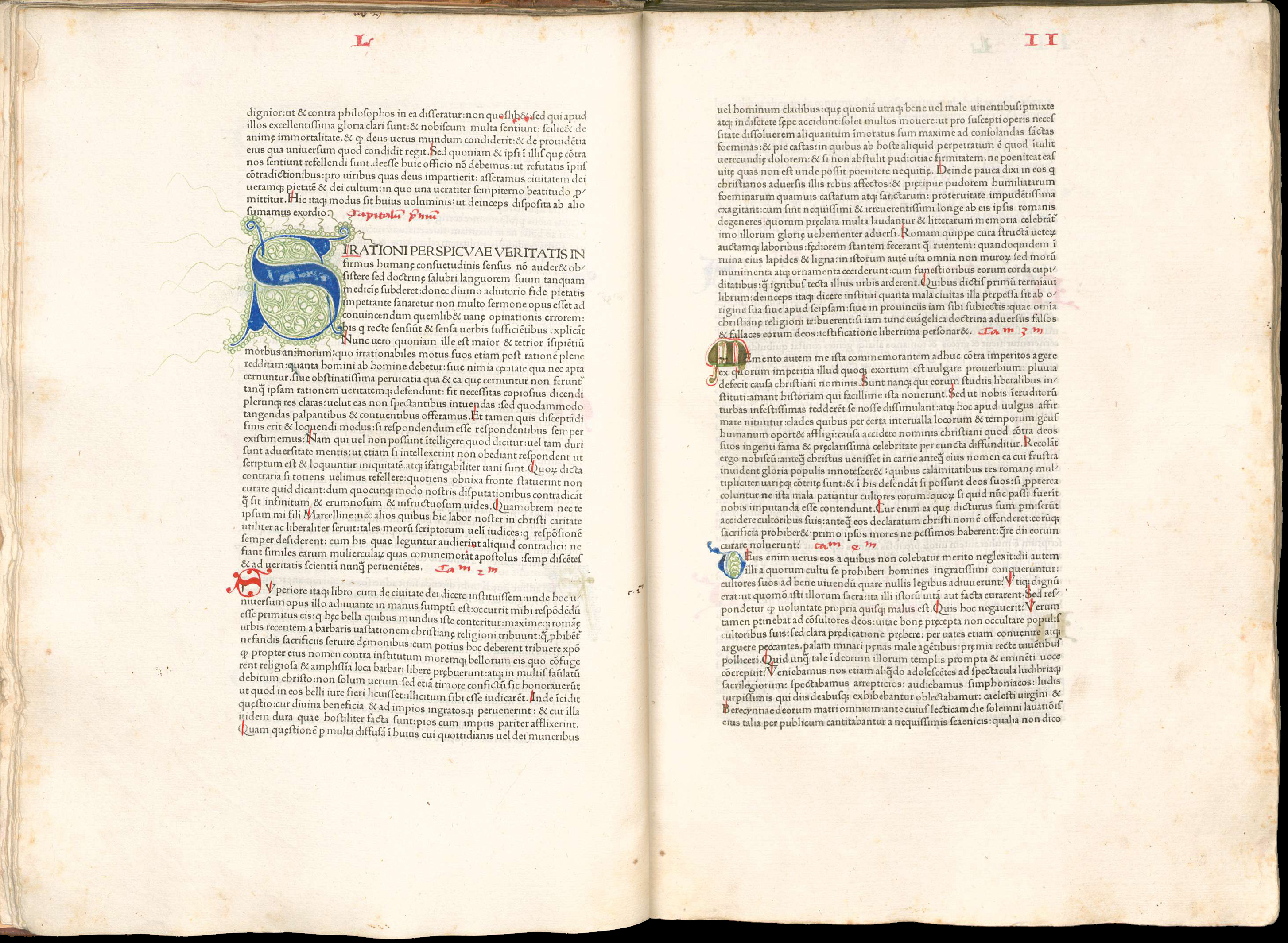
Разворот из книги «О граде Божьем» Августина Блаженного, напечатанной Иоганном и Венделином фон Шпейер в 1470 году.

Братья Иоганн и Венделин фон Шпейер (Johann и Wendelin von Speyer; иногда: Джованни и Венделино да Спира) — немецкие книгопечатники, которые работали в Венеции с 1468 года по 1477 год.
Они были одними из первых книгопечатников, приехавших в Италию из разгромленного в 1462 году Майнца. Об их жизни почти ничего неизвестно. Родом братья из Шпейера. В 1460—1461 годах Иоганн появляется в Майнце, где работает ювелиром. В 1468 году, вместе со своей женой, детьми и братом Венделином, он уезжает в Венецию.

## Первые книги
Сенат Венецианской республики оказал теплый прием Иоганну, и наградил пятилетней монополией на книгопечатание. Его первая книга, «Письма к друзьям» Цицерона, появилась в 1469 году. Во время работы над «О граде Божьем» Августина Блаженного (1470), Иоганн умер, и книгу завершил Венделин, приняв на себя управление типографией, которой управлял до 1477 года. Около 1472 года он объединился с немецким книгопечатником Иоганном Кёльнским, и они вместе выпустили семь книг. До того, как умер Иоганн, были закончены четыре больших работы: два издания Цицерона, «Естественная история» Плиния Старшего и один том Ливия. Был начат «О граде Божьем». Всего за семь месяцев было напечатано 800 экземпляров.

## Серии
С 1470 по 1477 год Венделин выпустил более 70 изданий (итальянские и римские классики, Отцы Церкви, юристы, и т. д.). Иоганн печатал антиквой, сделанной по образцу одного из прекраснейших итальянских рукописных шрифтов. Шрифт был красивым и аккуратно вырезанным. Он превосходит последующие антиквы, которые пострадали из-за желания печатников вместить больше букв на страницу, и почти равен по красоте антикве Жансона.

## Шрифты
В дополнение первому шрифту, Венделин использовал пять других, весьма изящной работы, среди которых были и три узких (возможно, из-за желания сохранить место) готических шрифта. Книги Венделина так же безошибочны, ровно набраны и красиво отпечатаны, как книги его брата. Последний был первым печатником, который стал использовать арабские цифры для нумерации страниц, а также первым применил двоеточие и вопросительный знак. В книгах Венделина впервые появляются так называемые кустоды, то есть слова на правом нижнем поле книги, которые повторяют первое слово на следующей странице.
Братья фон Шпейер, наряду с Паннарцем и Свейнхеймом а также Николя Жансоном, внесли важный вклад в развитие антиквенного шрифта.